# Seynabou Demba
Seynabou Demba, née en 1972, est une taekwondoïste sénégalaise.

## Carrière
Seynabou Demba commence le taekwondo en 1993 à l'âge de 21 ans, malgré le fait qu'elle souffre d'asthme.
Elle est médaillée d'argent dans la catégorie des moins de 65 kg aux Championnats d'Afrique 1996 à Johannesbourg et dans la catégorie des plus de 73 kg aux Jeux africains de 1999 à Johannesbourg.
Aux Championnats d'Afrique 2001 à Dakar, elle remporte la médaille d'or dans la catégorie des plus de 72 kg,.

## Vie privée
Seynabou Demba est mariée à Dame Seck (né en 1965), instructeur d'arts martiaux et entraîneur national de taekwondo.